# Chrisye
Chrisye, vollständiger Name Haji Chrismansyah Rahadi (* 16. September 1949 in Jakarta; † 30. März 2007 in Jakarta) war ein indonesischer Pop-Musiker, Sänger und Komponist.

## Werdegang
Chrisye war einer der berühmtesten indonesischen Musiker und begann seine Karriere in den 1970er-Jahren. Zu seinen Alben zählen „Dekade“ sowie sein letztes Werk „Senyawa“. Insgesamt hat er 28 Alben veröffentlicht.
Am 30. März 2007 starb er nach jahrelangem Kampf an Lungenkrebs.

## Indonesische Hits
- Badai Pasti Berlalu
- Aku Cinta Dia
- Hip Hip Hura
- Nona Lisa
- Pergilah Kasih

## Auszeichnung
- 1995 BASF Legend Award

| Personendaten    | Personendaten                                   |
| ---------------- | ----------------------------------------------- |
| NAME             | Chrisye                                         |
| ALTERNATIVNAMEN  | Haji Chrismansyah Rahadi                        |
| KURZBESCHREIBUNG | indonesischer Pop-Musiker, Sänger und Komponist |
| GEBURTSDATUM     | 16. September 1949                              |
| GEBURTSORT       | Jakarta                                         |
| STERBEDATUM      | 30. März 2007                                   |
| STERBEORT        | Jakarta                                         |